# Ropalidia reactionalis
Ropalidia reactionalis är en getingart som först beskrevs av Henri Saussure 1854.  Ropalidia reactionalis ingår i släktet Ropalidia och familjen getingar. Inga underarter finns listade i Catalogue of Life.